# Havoc (2025)
Havoc ist ein Action-Thriller von Gareth Evans. Der Film mit Tom Hardy, Timothy Olyphant, Luis Guzmán und Forest Whitaker in den Hauptrollen wurde am 25. April 2025 in das Programm von Netflix aufgenommen.

## Handlung
Nachdem ein Drogendeal schiefgeht, schaut sich der Cop Walker ein Video des Vorfalls an und erkennt darauf ein bekanntes Gesicht. Es handelt sich um den Sohn des Politikers Lawrence Beaumont. Da dieser etwas gegen ihn in der Hand hat, versucht er den jungen Mann zu finden, bevor es andere tun. Je tiefer Walker sich durch die kriminelle Unterwelt kämpft, desto offensichtlicher wird, dass er einer gewaltigen Verschwörung auf der Spur ist, die bis in höchste Kreise reicht.

## Produktion

### Regie und Drehbuch
Regie führte der Waliser Gareth Evans, der auch das Drehbuch schrieb. Es handelt sich bei Havoc nach Footsteps, Merantau, den beiden The-Raid-Filmen und Apostle um seinen sechsten Spielfilm. Evans selbst beschreibt Havoc als seinen „Liebesbrief an das Heroic Bloodshed Genre [und] an die Filme, die in den 1980er und 1990er Jahren aus Hongkong kamen“.  Normalerweise sind seine Filme vom Stil der Kampfkünstler Sammo Hung und Jackie Chan inspiriert, in diesem gehe es jedoch viel mehr um Schießereien, und mit Havoc kehre er zu seinen Einflüssen aus dem Hongkong-Genre zurück, so der Regisseur.

### Besetzung und Synchronisation
| Darsteller         | Synchronsprecher  | Rolle                    |
| ------------------ | ----------------- | ------------------------ |
| Tom Hardy          | Torben Liebrecht  | Detective Patrick Walker |
| Forest Whitaker    | Tobias Meister    | Lawrence Beaumont        |
| Timothy Olyphant   | Tommy Morgenstern | Detective Vincent        |
| Jill Winternitz    | Birte Baumgardt   | Angela                   |
| Sharon D. Clarke   | Daniela Hoffmann  | Captain                  |
| Justin Cornwell    | Flemming Stein    | Charlie Beaumont         |
| Sunny Pang         | Gerrit Hamann     | Ching                    |
| Aaron Ly           | Ricardo Richter   | Chings Lieutenant        |
| Yann Yann Yeo      | Gundi Eberhard    | Clarice Fong             |
| Gordon Alexander   | Tobias Nath       | Detective Hayes          |
| Richard Harrington | Uve Teschner      | Detective Jake           |
| Clarence Smith     | Peter Sura        | Detective                |
| Quelin Sepulveda   | Özge Kayalar      | Mia                      |
| Jessie Mei Li      | Rubina Nath       | Officer Ellie            |
| Luis Guzmán        | Michael Iwannek   | Raul Vasquez             |
| Jim Caesar         | Oliver Szerkus    | Wes                      |
| Tom Wu             | Sven Gerhardt     | Wong                     |

Tom Hardy spielt in der Hauptrolle den Cop Walker. Jacob Tomuri und Lee Bagley sind als seine Stuntdoubles zu sehen. 
Forest Whitaker spielt den Politiker Lawrence Beaumont und Justin Cornwell dessen Sohn Charlie, den Walker finden muss. Jessie Mei Li spielt Walkers Partnerin Ellie, Yeo Yann Yann die Matriarchin einer chinesischen Gang und die ehemalige UFC-Kämpferin Michelle Waterson eine Attentäterin. Timothy Olyphant spielt den korrupten Polizisten Vincent, mit dem Walker einst unter einer Decke steckte. In weiteren Rollen sind Luis Guzmán, Xelia Mendes-Jones und Narges Rashidi zu sehen.
Die deutsche Synchronisation entstand nach einem Dialogbuch und der Dialogregie von Daniel Faltin im Auftrag der  EVA Studios Germany GmbH in Berlin.

### Stunts und Dreharbeiten
Die Stunts wurden von Jude Poyer koordiniert, der in dieser Funktion bereits bei Filmen wie Killers Anonymous – Traue niemandem von Martin Owen und Barbarians von Charles Dorfman und Fernsehserien wie Gangs of London tätig war.
Die Dreharbeiten fanden von Anfang Juli bis Ende Oktober 2021 in den walisischen Städten Cardiff und Swansea statt. Im Juli 2024 erfolgten Neuaufnahmen. Mit Kameramann Matt Flannery arbeitete Evans bereits für seine Filme The Raid und The Raid 2 und seinen Folk-Horrorfilm Apostle zusammen.

### Filmmusik, Marketing und Veröffentlichung
Die Filmmusik steuerte Aria Prayogi bei. Das Soundtrack-Album mit insgesamt 24 Musikstücken wurde von Netflix Music zum Start des Films bei Netflix als Download veröffentlicht.
Der erste Trailer wurde Ende Februar 2025 vorgestellt. Die Weltpremiere fand am 15. April 2025 in London statt. Am 25. April 2025 wurde der Film in das Programm von Netflix aufgenommen.

## Rezeption

### Kritiken und Abrufzahlen
Die Kritiken fielen gemischt aus. Bei Rotten Tomatoes sind rund zwei Drittel dieser positiv.

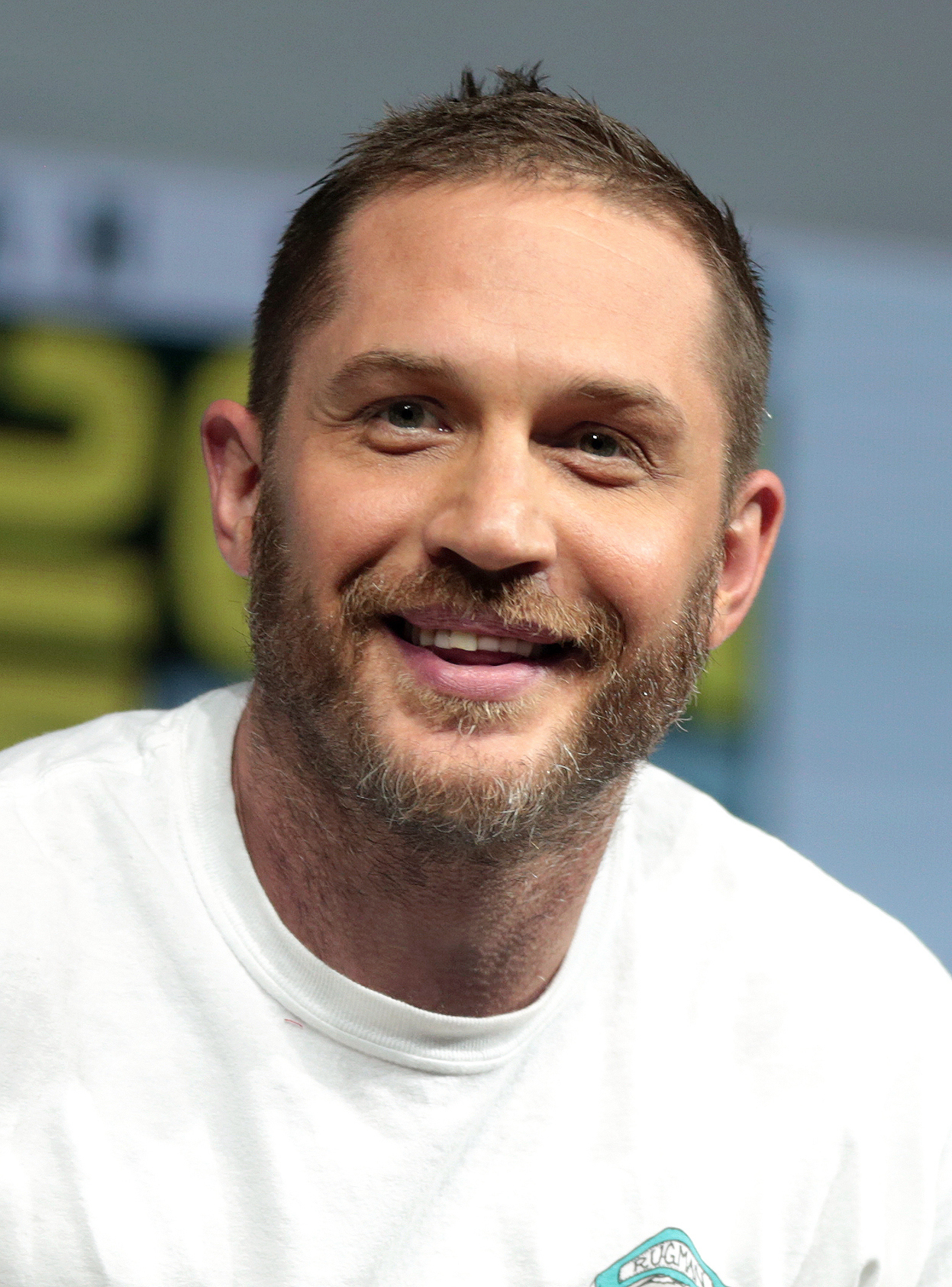
Tom Hardy spielt in der Hauptrolle den Cop Walker

Dani Maurer schreibt in seiner Kritik für outnow.ch, Regisseur Gareth Evans habe für sein Actionfeuerwerk der bleihaltigen Sorte mit Tom Hardy einen richtigen Kerl verpflichtet, der es sichtlich genieße, sich durch Kugelhagel und Blutfontänen zu bewegen. Im Mittelpunkt von Havoc stehe die Action, und man bekomme brutale und blutige Kampfsequenzen geboten, die gefühlt minutenlang ohne Schnitt auskommen: „Es wird geballert, was das Zeug hält, das Blut spritzt, Knochen werden gebrochen und die Fähigkeiten der Stuntleute aufs schärfste geprüft.“ Der gute Gareth Evans wisse, wie man dreckiges und brutales Spektakel faszinierend auf den Bildschirm bringt.
Nach seinem Start bei Netflix setzte sich Havoc weltweit an die Spitze der Charts des Streamingdienstes.

### Auszeichnungen
National Film Awards 2025
- Nominierung als Bester Spielfilm
- Nominierung als Beste Produzenten (Gareth Evans, Tom Hardy, Ed Talfan und Aram Tertzakian)[16]